# Liste der Einträge in das National Register of Historic Places im Harding County (New Mexico)

Location of Harding County in New Mexico

Diese Liste der Einträge im National Register of Historic Places im Harding County nennt die beiden im Harding County befindlichen historischen Anwesen und Stätten, die in diesem County New Mexicos in das National Register of Historic Places eingetragen sind. Sie wurden auch im New Mexico State Register of Cultural Properties eingetragen.
Angegeben sind auch die geographischen Koordinaten, sofern sie vom National Park Service nicht geheim gehalten werden.
| [ 1 ] | Name                      | Bild | Eintragsdatum                 | Lage                                                                             | Ort      | Beschreibung |
| ----- | ------------------------- | ---- | ----------------------------- | -------------------------------------------------------------------------------- | -------- | ------------ |
| 1     | Bueyeros School           |      | 15. März 1996 ID-Nr. 96000265 | State Road 102, 400 m westlich der Bueyeros Church 35° 58′ 49″ N, 103° 41′ 12″ W | Bueyeros |              |
| 2     | Harding County Courthouse |      | 7. Dez. 1987 ID-Nr. 87000895  | Pine St. 35° 46′ 30″ N, 103° 57′ 24″ W                                           | Mosquero |              |

## Belege
1. ↑  Die Nummerierung in dieser Listenspalte ist an der vom National Park Service vorgelegten Reihenfolge der Einträge orientiert; die Farben unterscheiden verschiedene Schutzgebietstypen des Nationalparksystems mit landesweiter Bedeutung (z. B. National Historic Landmarks) von den sonstigen Einträgen im National Register of Historic Places.
2. ↑  National Register Information System. In: National Register of Historic Places. National Park Service, abgerufen am 9. Juli 2010 (englisch).